# كوستاس كايافس
كوستاس كايافس (باليونانية: Κώστας Καϊάφας)‏ (22 سبتمبر 1974 بنيقوسيا في قبرص - ) هو مدرب كرة قدم ولاعب كرة قدم قبرصي في مركز الوسط. شارك مع منتخب قبرص لكرة القدم. أما مع النوادي، فقد لعب مع نادي أومونيا وألكي لارانكا ‏.

## مسيرته الكروية
لعب كوستاس كايافس خلال مسيرته الاحترافية مع ناديين في عشرون موسمًا وسجل خلالها 79 هدفًا ضمن 379 مباراة. حيث فاز في ثلاثة مواسم بالكأس وفي ثلاثة مواسم بالدوري.
خاض كوستاس كايافس مسيرته مع نادي أومونيا في موسم 1991–92 ليلعب معه ثمانية عشر موسمًا، مشاركًا في 343 مباراة سجل خلالها 68 هدفًا. ثم انتقل إلى ألكي لارانكا ‏ في موسم 2009–10 ولمدة موسمين، حيث شارك في 36 مباراة سجل خلالها 11 هدفًا.

## روابط خارجية
- كوستاس كايافس على موقع قاعدة بيانات كرة القدم.إي يو (الإنجليزية)
- كوستاس كايافس على موقع ناشيونال فوتبول تيمز (الإنجليزية)
- كوستاس كايافس على موقع Soccerway.com (الإنجليزية)
- كوستاس كايافس على موقع عالم كرة القدم.نت (الإنجليزية)